# Тесьтой
Тесьтой — гора в Алтайских горах. Высота 3861 метров. Административно вершина расположена в Кош-Агачском районе Республики Алтай РФ.
Вершина расположена на Южно-Чуйского хребте, хорошо заметна с Чуйского тракта, но в то же время она закрывает собой более высокую, находящуюся рядом вершину горы Ирбисту. Вершина и северо-восточный склон заняты карово-висячим ледником № 27, площадью 0,8 км² по состоянию на 1974 год.

## Этимология
Происходит от алт. тӧстӧк — холм, бугор, возвышенность; тӧй — аффикс образующий наречие; Тӧстӧктой — букв. по холму, по бугру.

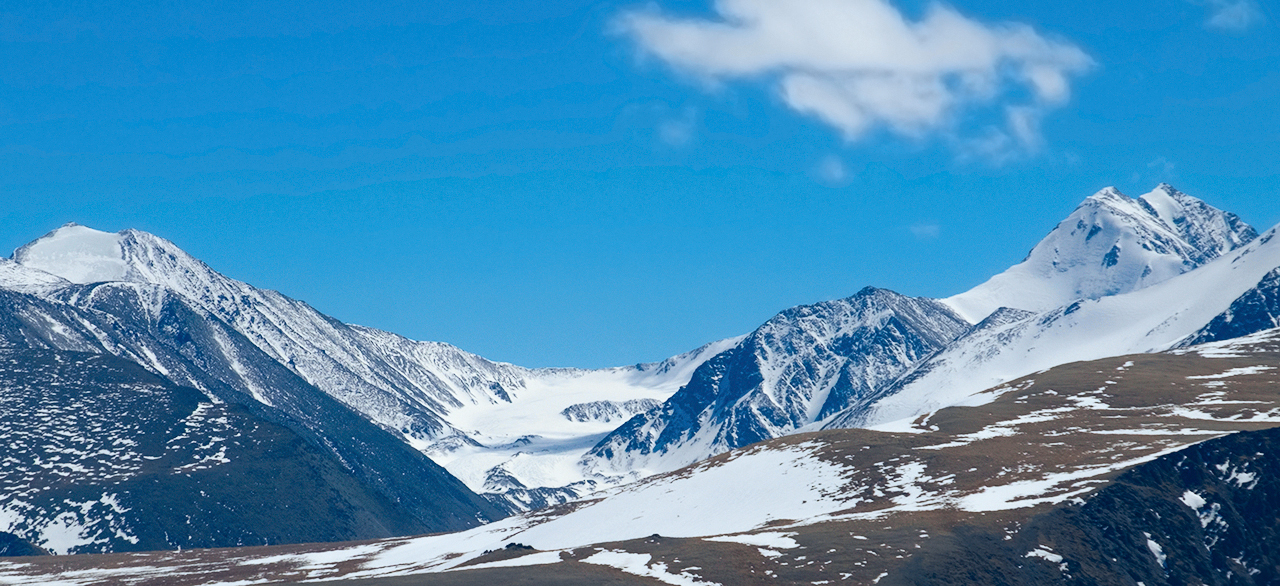
Тесьтой слева и Ирбисту справа